# Taishō Shinshū Daizōkyō
Das Taishō Shinshū Daizōkyō (jap. 大正新脩大藏經, dt. „Taishō-revidierte Tripiṭaka“) ist die  maßgebliche Ausgabe des Chinesischen buddhistischen Kanons und seiner japanischen Kommentare, die von den Gelehrten im 20. Jahrhundert verwendet werden. Es wurde von Takakusu Junjirō und anderen herausgegeben.
Band 1-85 ist die Literatur, wobei Band 56-84 japanische buddhistische Literatur ist, geschrieben in klassischem Chinesisch. 
Band 86-97 sind Zeichnungen, die zum Buddhismus in Beziehung stehen und umfasst Zeichnungen einer großen Zahl von Buddhas und Bodhisattvas. 
Band 98-100 sind Texte unterschiedlicher Register buddhistischer Texte in Japan. 
Die 85 Bände Literatur enthalten 5320 Einzeltexte, klassifiziert wie folgt: 
| Band     | Folge     | Name           | Japanisch             | Sanskrit            | Beschreibung                               |
| -------- | --------- | -------------- | --------------------- | ------------------- | ------------------------------------------ |
| T01-02   | 1–151     | 阿含部         | Agon-bu               | Āgama               | Sammlungen früher Sutren                   |
| T03-04   | 152–219   | 本緣部         | Hon’en-bu             | Jātaka              | Geburtsgeschichten                         |
| T05-08   | 220–261   | 般若部         | Hannya-bu             | Prajñapāramitā      | Vervollkommnung der Weisheit               |
| T09a     | 262–277   | 法華部         | Hokke-bu              | Saddharma Puṇḍarīka | Lotus des wahren Dharma                    |
| T09b-10  | 278–309   | 華嚴部         | Kegon-bu              | Avataṁsaka          | Blumengirlande                             |
| T11-12a  | 310–373   | 寶積部         | Hōshaku-bu            | Ratnakūṭa           | Juwelengipfel: gesammelte Mahāyāna Sutren. |
| T12b     | 374–396   | 涅槃部         | Nehan-bu              | Nirvāṇa             | Buddhas Sterben                            |
| T13      | 397–424   | 大集部         | Daishū-bu             | Mahāsannipāta       | Die große Sammlung                         |
| T14-17   | 425–847   | 經集部         | Kyōshū-bu             | Sūtrasannipāta      | Gesammelte Sutren                          |
| T18-21   | 848–1420  | 密教部         | Mikkyō-bu             | Tantra              | Esoterische Lehren                         |
| T22-24   | 1421–1504 | 律部           | Ritsu-bu              | Vinaya              | Mönchstugend                               |
| T25-26a  | 1505–1535 | 釋經論部       | Shakukyōron-bu        | Sūtravyākaraṇa      | Abhandlungen, die die Sutren erläutern     |
| T26b-29  | 1536–1563 | 毗曇部         | Bidon-bu              | Abhidharma          | Systematische Analyse                      |
| T30a     | 1564–1578 | 中觀部類       | Chūgan-burui          | Madhyamaka          | Texte der Mittelweg-Schule                 |
| T30b-32  | 1579–1627 | 瑜伽部類       | Yuga-burui            | Yoga                | Texte der Meditationsschule (Yogācāra)     |
| T32      | 1628–1692 | 論集部         | Ronshū-bu             | Śāstra              | Abhandlungen                               |
| T33-39   | 1693–1803 | 經疏部         | Kyōsho-bu             | Sūtravibhāṣa        | Verdeutlichen der Sutra                    |
| T40a     | 1804–1815 | 律疏部         | Rissho-bu             | Vinayavibhāṣa       | Verdeutlichen des Vinaya                   |
| T40b-44a | 1816–1850 | 論疏部         | Ronsho-bu             | Śāstravibhāṣa       | Verdeutlichen der Abhandlungen             |
| T44b-48  | 1851–2025 | 諸宗部         | Shoshū-bu             | Sarvasamaya         | Alle Sekten                                |
| T49-52   | 2026–2120 | 史傳部         | Shiden-bu             |                     | Geschichten                                |
| T53-54a  | 2121–2136 | 事彙部         | Jii-bu                |                     | Gesammelte Materialien                     |
| T54b     | 2137–2144 | 外教部         | Gekyō-bu              |                     | Nicht-Buddhistische Lehren                 |
| T55      | 2145–2184 | 目錄部         | Mokuroku-bu           |                     | Kataloge                                   |
| T56-83   | 2185–2700 | 續經疏部       | Zokukyōsho-bu         |                     | Japanische Kommentare                      |
| T84      | 2701–2731 | 悉曇部         | Sittan-bu             | Siddham             | Essays über die Siddhaṃ Schrift            |
| T85a     | 2732–2864 | 古逸部         | Koitsu-bu             |                     | Altertum                                   |
| T85b     | 2865–2920 | 疑似部         | Giji-bu               |                     | Zweifelhaft                                |
| T86-97   |           | 圖像部         | Zuzō-bu               |                     | Illustrationen                             |
| 98-100   |           | 昭和法寶總目錄 | Shōwa Hōhō-sō Mokuryo |                     | Index der Japanischen Literatur            |